# Каргин, Валентин Алексеевич
Валенти́н Алексе́евич Карги́н (1907—1969) — советский физикохимик, специалист по коллоидной химии и полимерам, основатель советской полимерной школы. Академик АН СССР. Герой Социалистического Труда. Лауреат Ленинской премии и трёх Сталинских премий.

## Биография
Родился 10 (23 января) 1907 года в Екатеринославе в семье горного инженера Алексея Константиновича Каргина. Позднее семья переехала в Клин, где в 1922 году он окончил среднюю школу. В этой же школе позднее работал лаборантом (1922—1923), затем некоторое время — хронометражистом на буровых скважинах КМА. В 1924 году поступил практикантом в аналитическую лабораторию НИФХИ имени Л. Я. Карпова. Одновременно трудился в тресте «Рудметаллторг» помощником химика (1925—1926), химиком в группе академика А. Е. Ферсмана по радиоактивным рудам (1926) и в тресте «Русские самоцветы» в должности старшего химика (1926—1927). В 1925 году В. А. Каргин был принят на химическое отделение физико-математического факультета МГУ имени М. В. Ломоносова и окончил его в 1930 году.
Начиная с 1927 году он был сотрудником лаборатории коллоидной химии физико-химического института, которой тогда руководил член-корреспондент АН СССР А. И. Рабинович, а в 1937 году, после перехода А. И. Рабиновича на основную работу в МГУ имени М. В. Ломоносова, возглавил это подразделение, оставаясь там до конца жизни (в общей сложности проработав в НИФХИ более 45 лет). Также с 1953 года занимает должность профессора на кафедре коллоидной химии химического факультета МГУ. А после создания в 1955 году кафедры высокомолекулярных соединений на химическом факультета МГУ — заведующий этой кафедры.
Для развития работ по исследованию физико-механических свойств и структуры высокомолекулярных соединений в 1959 г. В. А. Каргин был приглашён в Институт нефтехимического синтеза АН СССР (ИНХС; оставался здесь старшим научным сотрудником до конца жизни). С этого же года он занимает должность главного редактора журнала «Высокомолекулярные соединения», издаваемого по его инициативе.
В 1961 году становится членом коллегии Государственного комитета СМ СССР по науке и технике, в котором он возглавил Научный совет по проблеме «Полимерные материалы в народном хозяйстве».
В 1960—1963 годах состоял членом бюро Отделения химических наук, а с 1963 году и до своей кончины был заместителем академика-секретаря Отделения общей и технической химии АН СССР. В 1960 году В. А. Каргин становится заместителем председателя, а с 1963 года и до конца жизни председателем Научного совета по высокомолекулярным соединениям при Отделении химических наук АН СССР.
В. А. Каргин дважды избирался депутатом Московского городского совета депутатов трудящихся (1939—1947 и 1950—1957), входил в состав его промышленной комиссии. Он активно пропагандировал научные знания, состоял членом Всесоюзного общества «Знание» и Всесоюзного химического общества имени Д. И. Менделеева.
Научная деятельность Валентина Алексеевича началась необычно рано: уже к двадцати годам он имел семь оригинальных публикаций. Первые исследования были выполнены в области геохимии, аналитической химии, электрохимии. Труды по электрохимии, имеющие самостоятельное значение, теснейшим образом связаны с последующими работами в области коллоидной химии. В 1936 году Высшая аттестационная комиссия присвоила В. А. Каргину учёную степень доктора химических наук без защиты диссертации, по совокупности опубликованных работ. Член-корреспондент (1946), действительный член АН СССР (1953). С 1969 года — иностранный член АН ГДР.
В десятых числах октября 1969 года Каргин уехал с группой сотрудников Комитета по науке и технике в Италию для обсуждения вопросов сотрудничества с Национальным научным центром и несколькими университетами Италии и должен был вернуться примерно 22—23 октября. Однако в этот период его жена, Калерия Петровна оказалась в академической больнице с тяжёлым сердечным приступом и подозрением на инфаркт миокарда. Кто-то из знакомых Каргина разыскал его по телефону в Италии и сказал о случившемся. Каргин решил немедленно лететь домой. Он явился 17 октября и сразу включился в хлопоты о здоровье жены, навещая её каждый день и беспокоясь. В эти дни в другой больнице оказалась его многолетняя сотрудница, друг и заместитель по лаборатории в Карповском институте профессор Зоя Яковлевна Берестнева, и Каргин из одной лечебницы спешил в другую. В один из этих дней, 21 октября, после посещения Калерии Петровны в больнице Каргин на площади Гагарина за рулём своей старенькой «Победы» почувствовал себя плохо. Он успел остановить машину, открыв дверцу, попросил о помощи и тут же потерял сознание. Сотрудник ГАИ вызвал скорую помощь, она приехала очень быстро, и В. А. повезли в Институт Склифосовского, но по дороге, несмотря на все принимаемые меры, Валентин Алексеевич скончался не приходя в сознание. Позже выяснилось, что причина смерти — разрыв аорты из-за многолетней аневризмы, которую врачи не смогли диагностировать, приписывая сердечные недомогания застарелой стенокардии. Похоронен в Москве на Новодевичьем кладбище (участок № 7)..

## Научная деятельность
Большая часть коллоидно-химических работ В. А. Каргина относится к довоенному периоду. Это исследования природы устойчивости и механизма коагуляции лиофобных коллоидов, механизма реакций между двумя коллоидными системами, изучение практически не исследованного в то время класса органозолей металлов и т. д.

 Интерес к проблемам коллоидной химии оставался у Каргина и позднее, хотя основное внимание его было уже сконцентрировано на задачах полимерной науки. Особо стоит отметить выполненное в послевоенные годы исследование механизма образования коллоидных частиц.
В начале 30-х годов В. А. Каргин начинает интересоваться свойствами лиофильных коллоидов, к которым в то время относили растворы высокомолекулярных соединений.
Изучение свойств лиофильных коллоидов и отчасти органозолей металлов явилось для учёного переходным этапом от классической коллоидной химии к проблемам только зарождавшейся в то время полимерной науки, в разработку которой он основательно включился в середине 30-х годов. С этого времени его научная деятельность почти полностью посвящена высокомолекулярным соединениям, или, говоря его словами, изучению «полимерного состояния вещества».
Ряд крупных исследований по термодинамике растворов полимеров на примере производных целлюлозы был выполнен под руководством В. А. Каргина ещё в 1934—1938 годы во Всесоюзном научно-исследовательском институте искусственного волокна (ВНИИВ). В этот же период Валентин Алексеевич поставил важные для понимания фазового состояния целлюлозы исследования явлений ориентации макромолекул целлюлозы и её производных, которые уже после войны завершились созданием нового метода получения высокопрочного (кордного) вискозного волокна.
В послевоенные годы по инициативе и под руководством В. А. Каргина в нескольких отраслевых научно-исследовательских институтах начаты и развиты новые направления, завершившиеся решением технологических проблем большого народнохозяйственного значения. В НИФХИ в период с 1937 г. и до конца жизни учёного под его руководством проводились фундаментальные исследования в области физикохимии растворов полимеров, механических свойств высокомолекулярных соединений, механизма образования полимерных гелей, процессов структурообразования в кристаллизующихся полимерах и морфологии кристаллических структур ; исследовалось влияние надмолекулярной структуры на механические и другие физические свойства полимеров; изучались характеристики вязкотекучего состояния и процессов структурообразования в расплавах полимеров; разрабатывались методы модификации физико-механических свойств кристаллических полимеров, а также велись исследования в области молекулярной пластификации, приведшие к установлению правил объёмных долей.
С марта 1940 года В. А. Каргин принял участие как научный консультант в работе нескольких лабораторий Всесоюзного научно-исследовательского кинофотоинститута (НИКФИ). В лаборатории технологии плёнок по его инициативе был создан ряд новых направлений, результатом развития которых стало улучшение качества эфироцеллюлозных плёнок, использовавшихся как основа для кинофотоматериалов. В фильмовой лаборатории В. А. Каргин продолжал заниматься начатым ещё в НИФХИ изучением физико-механических свойств желатины — основного плёнкообразующего вещества фотографического слоя фильмовых материалов.
С самого начала Великой Отечественной войны как член Совета по делам науки, созданного при Государственном комитете обороны, В. А. Каргин активно участвует в научно-организационной работе по перестройке деятельности научно-исследовательских учреждений и химических предприятий страны в интересах обороны. В 1943 г. В. А. Каргину присуждена первая награда — Государственная (Сталинская) премия за разработку принципа и технологии нового типа защитных материалов, используемых в снаряжении Красной Армии.
В годы войны учёный уделял много внимания ещё одной научной проблеме, не связанной непосредственно с задачами оборонной промышленности: совместно с работниками Московского метростроя он продолжал разработку и успешное внедрение предложенного им нового метода химического крепления грунтов.
В середине 40-х годов возникла насущная необходимость обеспечения народного хозяйства страны высококачественными органическими стёклами. Накопленный отечественными заводами опыт работы не позволял решить эту задачу: требовались теоретические исследования. Руководство ими на одном из химических заводов в Дзержинске возложили на В. А. Каргина, который сразу же поставил вопрос о создании специальной лаборатории. Она выросла затем в самостоятельный Государственный научно-исследовательский институт хлорорганических продуктов и акрилатов (ныне — Научно-исследовательский институт химии и технологии полимеров им. академика В. А. Каргина). Деятельность лабораторий института, которую Валентин Алексеевич направлял и координировал до конца жизни, привела к решению важных научно-технических задач в области структурообразования в процессах полимеризации и переработки полимеров, старения полимеров и его влияния на изменение физико-механических свойств, синтеза новых мономеров и разработки способов их полимеризации. В результате были получены высококачественные органические стёкла и многие другие полимерные материалы первостепенной практической значимости. Тем самым была решена проблема остекления боевых и гражданских самолётов.
В 1954—1955 годы под руководством В. А. Каргина проводились исследования структуры частиц золей серебра, а затем структуры активных центров, возникающих в кристаллах AgBr фотографической эмульсии в процессе её созревания и фотолиза. Полученные экспериментальные данные позволили сформулировать представления о том, что фотографическая активность серебряных зародышей обусловлена их аморфным состоянием, в то время как процесс кристаллизации приводит к их инактивации.
В середине 50-х годов у Каргина появляется глубокий научный интерес к синтезу полимеров, который вызван двумя замечательными открытиями того времени. Одно из них — установление Уотсоном и Криком структуры ДНК и структурного принципа её матричного синтеза — редупликации. Второе — стереоспецифическая полимеризация α-олефинов на твёрдых металлокомплексных катализаторах (Дж. Натта). Оба события, кроме выдающейся конкретно-научной значимости, в совокупности принесли с собой и нечто другое. Они предопределили стремительное вторжение структурно-физических подходов и представлений в область классической синтетической химии полимеров. Каргин был в числе первых, кто понял это, и, обратившись к новому для себя направлению исследований, стал одним из вдохновителей такого вторжения. Кроме того, он не только усмотрел фундаментальную аналогию между матричным синтезом биополимеров и стереоспецифическим катализом полимеризационных процессов, но уже тогда сумел распознать в ней контуры науки будущего — химической бионики, поставив задачу использования в макромолекулярной химии основных принципов синтеза и функционирования биологических систем.
Главная цель, которой всегда руководствовался Каргин в своих научных поисках в области полимеризационных процессов, — установление структурно-физических факторов, способных управлять реакциями роста полимерных цепей, и нахождение способов активации и превращения в полимеры соединений, не склонных полимеризоваться в обычных условиях.
Начиная с 1957 г. Каргин был очень увлечён работой на кафедре высокомолекулярных соединений в МГУ, где он занимался в основном структурой полимеров, их синтезом и химическими превращениями.
Для развития работ по исследованию физико-механических свойств и структуры высокомолекулярных соединений в 1959 г. В. А. Каргин был приглашён в Институт нефтехимического синтеза АН СССР (ИНХС). В лаборатории полимеризации олефинов он возглавил группу по изучению свойств и структуры полимеров, где успешно проводились исследования процессов структурообразования в изотактическом полипропилене, структурно-химических превращений полиакрилонитрила при его карбонизации и изучение структурной модификации расплавов полимеров введением малых добавок низкомолекулярных веществ. В 1962 году в этом же институте по инициативе В. А. Каргина и академика А. В. Топчиева организована группа по новым методам полимеризации. Одним из основных её направлений стало исследование процессов матричной полимеризации на синтетических макромолекулах, моделирующих некоторые аспекты биологического синтеза полимеров в клетках живых организмов. Эти работы, впервые поставленные в ИНХС, получили широкий отклик и дальнейшее развитие, как в СССР, так и за рубежом. В 1963 году в ИНХС В. А. Каргин организовал ещё одну группу, занимавшуюся химической модификацией полиолефинов и некоторых других полимеров с помощью металлоорганических соединений и синтезом полимеров, содержащих в цепях фрагменты-стабилизаторы деструкции.
В 60-е годы В. А. Каргин совместно с А. В. Топчиевым начинает руководить работами по созданию сопряжённых полимерных систем путём термокаталитических превращений полиакрилонитрила, а также по полимеризации ацетилена и его производных. Данная идея целиком принадлежала В. А. Каргину, он предложил заниматься этой проблемой сначала для получения полимеров с полупроводниковыми свойствами, а потом и для использования их в радиолокационной технике. За цикл исследований в области полимеров со специальными свойствами А. В. Топчиев, В. А. Каргин, Б. Э. Давыдов и Б. А. Кренцель в 1962 году были удостоены высшей научной награды страны — Ленинской премии. Каргин постоянно обращал внимание на необходимость тщательного изучения структуры и молекулярных и надмолекулярных свойств полимеров, в особенности с сопряжёнными связями.

## Вклад в развитие полимерной промышленности
Деятельность В. А. Каргина в значительной степени способствовала развитию как теоретических фундаментальных работ по химии и физикохимии полимеров, так и научному обоснованию технологических процессов и созданию новых промышленных производств. Он великолепно знал промышленность, в особенности полимерных материалов, и поэтому мог прослеживать, предсказывать, а затем и реализовывать те или иные научные достижения на практике. Именно таким образом в результате его работы совместно с коллективом Дзержинского института родилось, например, замечательное поколение термостойких и механически прочных полимерных стёкол для остекления боевых и гражданских самолётов. Валентина Алексеевича назначили научным руководителем по созданию таких стёкол, и он внёс в решение этой проблемы не только теоретический, экспериментальный, но и огромный организационный вклад. Одной из важнейших, в частности, стала проблема «серебростойкости» органических стёкол — поверхностное растрескивание, приводящее к снижению прочности и светопропускания. Для борьбы с этим явлением приняли решение использовать пластификацию полиметилметакрилата, жертвуя, конечно, его теплостойкостью. Такими были стёкла в 50-е годы. Затем удалось отработать режимы полимеризации, позволявшие получать стёкла без поверхностных напряжений, что приводило к «серебростойкости». В последующем созданы рецептуры стёкол на основе сополимеров метилметакрилата с метакриловой кислотой, диметакрилатэтиленгликолем и т. д. Но жизнь требовала всё более высоких параметров эксплуатации, и в результате интенсивных работ появились стёкла на основе фторсодержапшх мономеров акрилового ряда, которые по своим показателям превосходили зарубежные аналоги.
Каргин чувствовал и обратную связь: на основе анализа достижений промышленности делал выводы о том, где и какой состоялся прорыв в науке, говоря, что лучше всего уровень развития науки можно оценить на промышленной выставке.
В. А. Каргин вместе с академиком Н. Н. Семёновым внёс решающий вклад в бурное развитие химической науки и промышленности СССР после Пленума ЦК КПСС в мае 1958 года, посвящённого химизации народного хозяйства. Именно идеи Каргина о роли химии вообще и в особенности химии синтетических и полимерных материалов в создании экономического потенциала страны легли в основу доклада Н. С. Хрущёва на этом Пленуме. Последовавшие затем организационные мероприятия ускорили развитие химической науки и образования и способствовали подъёму химической промышленности в стране. Валентин Алексеевич был уверен в том, что за полимерами будущее, и часто об этом говорил. Он стремился к тому, чтобы полимеры как можно шире применялись в различных направлениях народного хозяйства и социальной сферы. Ярким примером такого подхода является то, что в середине 60-х годов Каргин поставил в ЦК КПСС вопрос о широком использовании полимеров в медицине, в медицинской технике, о возникающей проблеме создания полимеров медицинского назначения и изучения их биосовместимости.

## Педагогическая деятельность
Для В. А. Каргина имела большое значение подготовка кадров для научно-исследовательских институтов и промышленности. Под его руководством свыше 100 исследователей защитили кандидатские диссертации, 25 его непосредственных учеников стали докторами наук. В 1955 году В. А. Каргин организовал и возглавил первую в СССР университетскую кафедру высокомолекулярных соединений на химическом факультете Московского государственного университета им. М. В. Ломоносова. Несмотря на малочисленность штата на первых порах, уже с самого начала на кафедре начали развиваться все основные направления науки о полимерах. Здесь вырабатывались основные методические принципы подготовки специалистов широкого профиля по высокомолекулярным соединениям, принятые затем другими университетами страны, была составлена первая программа общего курса по высокомолекулярным соединениям для университетов. Много внимания В. А. Каргин уделил постановке и организации практикума по высокомолекулярным соединениям, который стал обязательным для всех студентов химического факультета. Большую роль, далеко выходящую за рамки Московского университета, сыграл в своё время цикл лекций «Современные проблемы науки о полимерах», прочитанный В. А. Каргиным на химическом факультете в 1960—1961 гг., в котором содержался анализ наиболее существенных проблем науки о полимерах и формулировались задачи будущих исследований. Эти лекции привлекли внимание, как студентов, так и многих специалистов из научно-исследовательских организаций Москвы. Позднее они были изданы и сыграли важную роль не только как учебное пособие, но и как программа научных поисков. Отдельные разделы её не утратили актуальности и по сей день. Лекции В. А. Каргина всегда поражали своей насыщенностью, глубиной обобщения, богатством ассоциаций и неизменно пользовались большой популярностью. За 40 лет существования кафедры высокомолекулярных соединений из её стен вышло более 500 молодых специалистов. Большинство из них стали кандидатами и докторами наук и успешно трудятся в нашей стране и за рубежом. Трое из первого поколения выпускников кафедры, непосредственные ученики Каргина — (В. А. Кабанов, Н. А. Платэ, Н. Ф. Бакеев) — стали действительными членами Российской Академии наук. В. А. Каргин всегда считал, что необходимой составной частью университетского образования должно быть участие студентов в актуальных научных исследованиях. Универсальные знания и необыкновенная интуиция позволяли В. А. Каргину свободно ориентироваться в широчайшем спектре проблем. Поэтому с самого начала он настраивал каждого из своих учеников и тогда ещё немногочисленных сотрудников на поиск в самых разных направлениях науки о полимерах, таких как полимеризационные процессы, химическая модификация полимеров, их структура и её связь с механическими свойствами, полиэлектролиты и биополимеры. В результате на базе кафедры были заложены основы, а в дальнейшем организован ныне всемирно известный и признанный научно-исследовательский комплекс, занимающий ведущие позиции в науке о полимерах..
Серьёзнейшее внимание В. А. Каргин уделял подготовке высококвалифицированных научных кадров в области полимеров для республик бывшего СССР — Украины, Белоруссии, Азербайджана, Грузии, Узбекистана и других. Под его руководством защитили диссертации 12 соискателей в Узбекистане; некоторые впоследствии стали докторами наук и составили научную школу, получившую широкую известность благодаря исследованиям целлюлозы и физиологически активных полимеров, фторсодержащих полимеров, а также в области радиационной химии полимеров. Становление и развитие этой школы — большая заслуга академика В. А. Каргина. Большое участие принимал В. А. Каргин в подготовке специалистов для зарубежных стран. На кафедре высокомолекулярных соединений химического факультета МГУ прошли обучение в аспирантуре, стажировку и успешно защитили кандидатские диссертации химики из Болгарии, Венгрии, ГДР, Польши, Вьетнама, Чехословакии и Китая. Здесь же стажировались или учились в аспирантуре будущие учёные из Франции, Италии, ФРГ, Японии, Афганистана, Египта, Сирии.

## Организационная и общественная работа

### В СССР
Значительную организационную работу проводил В. А. Каргин в Академии наук СССР. В 1943 году при отделениях химических и физико-математических наук АН СССР была организована Комиссия по высокомолекулярным соединениям под председательством академика А. Ф. Иоффе, в состав которой входил и В. A.Каргин. После кончины А. Ф. Иоффе (в 1960 году) Комиссию реорганизовали в Научный совет по высокомолекулярным соединениям при Отделении химических наук АН СССР. Его возглавил академик А. В. Топчиев, и В. А. Каргин стал заместителем председателя, а с 1963 г. и до конца жизни был председателем этого Совета. Комиссия и Научный совет по высокомолекулярным соединениям сыграли значительную роль в развитии отечественной полимерной науки. Осуществлена большая научно-организационная работа по развитию важнейших направлений исследований и созданию широкой сети новых институтов, лабораторий и научно-исследовательских групп в функционировавших исследовательских институтах и высших учебных заведениях. В системе АН СССР и академий наук бывших союзных республик были созданы новые научно-исследовательские учреждения, специализирующиеся в области полимеров (Институт высокомолекулярных соединений АН СССР в Ленинграде, Институт химии высокомолекулярных соединений АН УССР в Киеве, Институт механики полимеров АН Латвийской ССР в Риге, Институт механики металлополимерных систем АН Белорусской ССР в Гомеле и др.). В. А. Каргин вместе с академиком Н. Н. Семёновым внёс решающий вклад в бурное развитие химической науки и промышленности СССР после памятного многим Пленума ЦК КПСС в мае 1958 г., посвящённого химизации народного хозяйства. Именно идеи Каргина о роли химии вообще и в особенности химии синтетических и полимерных материалов в создании экономического потенциала страны легли в основу доклада Н. С. Хрущёва на этом Пленуме. Последовавшие затем организационные мероприятия ускорили развитие химической науки и образования и способствовали подъёму химической промышленности в стране.
В составе некоторых исследовательских институтов АН СССР были организованы крупные подразделения: отделы полимерных покрытий в Институте физической химии и отдел стабилизации полимеров в Институте химической физики, лаборатории по полимерам в Институте нефтехимического синтеза, Институте общей и неорганической химии, Институте органической химии, а также научно-исследовательские лаборатории в системе академий наук Казахстана, Азербайджана и Узбекистана.
В. А. Каргин активно участвовал в работе Государственного комитета Совета Министров СССР по науке и технике, членом коллегии которого стал в 1961 году. Здесь он возглавил Научный совет по проблеме «Полимерные материалы в народном хозяйстве». В тот период Совет сыграл существенную роль в программировании и координации научно-исследовательских и опытно-конструкторских работ по получению стеклопластиков и пластмассовых труб; по применению полимерных материалов в сельском хозяйстве, электротехнической промышленности, медицине и медицинской технике; по созданию клеящих полимерных материалов и по широкому внедрению в народное хозяйство результатов исследований в области термостойких каучуков; по производству стабилизаторов для полимерных материалов, предназначенных для упаковки, транспортировки и хранения продуктов питания, а также по их использованию в процессе изготовления продуктов питания. В результате деятельности Научного совета были разработаны и приняты основные направления развития науки и техники и научно-исследовательских работ в области полимеров на 1961—1975 годы. Рассмотрение проблемы применения полимеров в медицине и медицинской технике привело к созданию специализированного Всесоюзного научно-исследовательского института медицинских полимеров. Более того, учитывая важность применения полимерных материалов в медицине, Государственный комитет по науке и технике по предложению В. А. Каргина счёл целесообразным создать специальный Научный совет «Полимеры в эндопротезировании и физиологически активные полимеры», членом бюро которого он стал. Госкомитет по науке и технике принял также решение об организации специализированного Научно-исследовательского и проектного института полимерных клеев. Научный совет по проблеме «Полимерные материалы в народном хозяйстве» и Временная научно-техническая комиссия, созданная под председательством В. А. Каргина, разработали в конце 60-х годов научно-технический прогноз «Перспективы использования полимеров, создания новых полимеров и развития полимерной промышленности», ориентированный на новые полимерные материалы, ещё не известные или уже существующие, но ещё не получившие промышленной реализации, которые в значительной мере определяли бы возможности прогресса в важнейших областях техники и технологии. Устанавливалась техническая необходимость и практическая возможность создания производств незаменимых материалов, к числу которых были отнесены лёгкие и высокопрочные (композиционные) материалы на основе полимеров, термостойкие полимерные материалы, полимерные материалы для медицины, плёночные упаковочные полимерные материалы для пищевых продуктов, волокнистые плёнки, селективные комплексоны и ионообменники. Все эти материалы не потеряли своей первостепенной значимости и сегодня.
В. А. Каргин на протяжении нескольких лет активно участвовал в работе редакционной коллегии «Коллоидного журнала», а с 1959 году был главным редактором журнала «Высокомолекулярные соединения», издаваемого по его инициативе. При деятельной поддержке В. А. Каргина был начат выпуск журнала «Механика полимеров». Уже после смерти Валентина Алексеевича вышел отредактированный им 1-й том «Энциклопедии полимеров».

### За рубежом
В. А. Каргин много раз выступал с лекциями и докладами в зарубежных университетах и научных центрах. Его международный научный авторитет способствовал установлению тесных научных связей и контактов советских учёных с ведущими зарубежными специалистами, работавшими в области физикохимии полимеров. С именем Валентина Алексеевича тесно связано становление и признание мировым научным сообществом науки о полимерах как единой самостоятельной области знания на стыке органической и физической химии, физики и биологии. Концептуальный вклад учёного в формулирование и обоснование предмета науки о полимерах в сочетании с параллельным вкладом его коллеги и друга выдающегося американского учёного профессора Германа Марка сыграли решающую роль в организации в составе Международного союза теоретической и прикладной химии (ИЮПАК), наряду с отделениями органической, неорганической, физической и аналитической химии, также макромолекулярного отделения. В. А. Каргин был первым российским учёным, избранным его членом. Являясь титулярным членом Комиссии по макромолекулярной химии ИЮПАК, он был одним из организаторов проведения ряда международных симпозиумов по макромолекулярной химии, председательствовал в Оргкомитете Московского симпозиума ИЮПАК в 1960 г., возглавлял делегации советских учёных и специалистов и выступал с пленарными докладами на Висбаденском (1959 г.), Монреальском (1961 г.), Парижском (1963 г.), Пражском (1965 г.), Торонтском (1968 г.) симпозиумах ИЮПАК, а также на конгрессе ИЮПАК в Сиднее в 1969 г.
Существенный вклад внёс Валентин Алексеевич в развитие международных связей Академии наук СССР. Он принимал участие в работе Исполнительного комитета Совета экономической взаимопомощи (СЭВ), был представителем с нашей стороны в советско-чехословацкой комиссии по сотрудничеству АН СССР и Академии наук ЧССР в области макромолекулярной химии, создал и руководил крупным коллективом специалистов из стран-членов СЭВ по проблеме «Применение полимеров в народном хозяйстве». Существенную помощь оказал Каргин в становлении и организации научных исследований Национальной Академии Республики Куба, в частности, дал обоснованные рекомендации по расширению сырьевых ресурсов для синтеза полимеров на Кубе путём использования отходов от производства тростникового сахара.
В общественной деятельности академика следует особо отметить его активное участие в Пагуошском движении — международных встречах учёных, выступающих за мир, разоружение и международную безопасность, за предотвращение мировой войны и научное сотрудничество. В. А. Каргин был участником пяти Пагуошских конференций, на одной из них прочитал доклад «Созидательные возможности науки и воспитание молодого поколения», не раз выступал в дискуссиях по проблемам образования в развивающихся странах, организации в них научных институтов и исследовательских работ, а также сотрудничества развитых стран с развивающимися странами по вопросам разоружения, особенно в области запрещения химического и биологического оружия. Он входил в состав Пагуошского комитета, организованного в 1969 г. в связи с подготовкой 19-й Пагуошской конференции, которая состоялась в Сочи осенью 1969 г. В. А. Каргин не участвовал в ней — он скоропостижно скончался 21 октября 1969 г.

## Особенности характера

Могила Каргина на Новодевичьем кладбище Москвы.

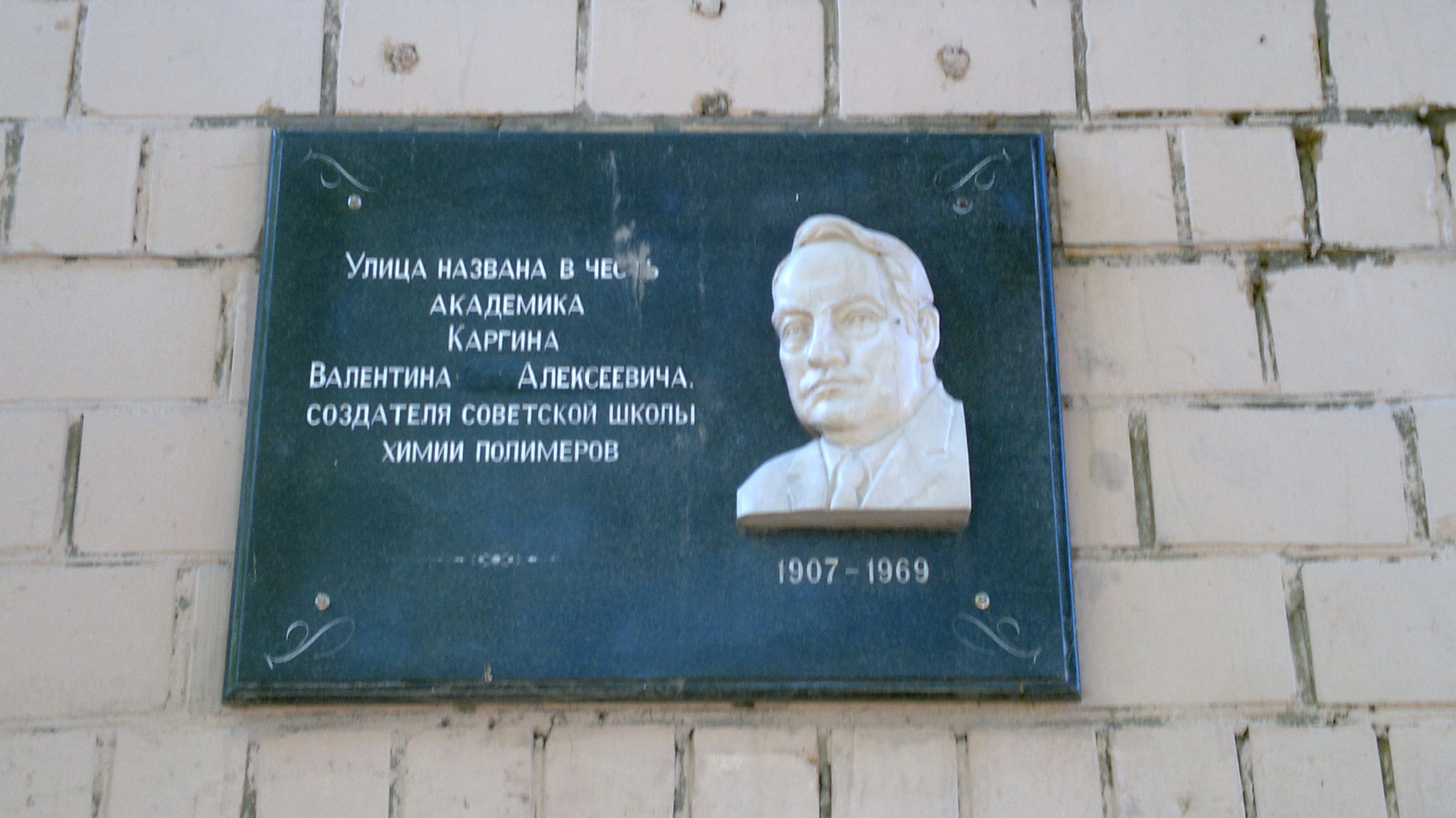
Мемориальная доска на улице Академика Каргина в подмосковных Мытищах

В. А. Каргин был требовательным человеком, оставаясь при этом чутким и доброжелательным, обязательным и пунктуальным, умел прощать допущенные другими ошибки и хорошо себя чувствовать среди обычных людей, а также просто наслаждаться жизнью — рыбачить, играть в карты, отдыхать во время маленьких праздников вместе со своими сотрудниками, коллегами, учениками и друзьями.
Каргин обладал необычайно хорошей памятью, позволявшей ему, например, помнить большое количество созвездий северного и южного звёздного неба, основные характеристики их наиболее ярких звёзд, а также другие астрономические сведения. Необычная память В. А. проявлялась и во многих других областях — например, он мог, не глядя на географическую карту, назвать большинство греческих островов и дать их основные характеристики. Другие примеры — знание им профилей и основных боевых характеристик военных кораблей английского и других флотов (не только современных), прекрасное знание фактов древней и новой истории, глубочайшие знания особенностей поведения различных рыб.
Помимо замечательной памяти, Каргин обладал диалектическим складом мышления. Он не раз говорил, что не понимает, почему так упорно изучают диалектику и удивлялся: «Что здесь изучать? Ведь это простой здравый смысл, что же ещё можно к нему добавить?» Для него было естественным рассматривать все процессы в их развитии, единстве и противоположности, взаимосвязи количества и качества.
Каргин очень любил заключать пари и почти всегда выигрывал. И вообще всё, за что он брался, он умел делать «на отлично»: собирать марки (одна из лучших коллекций в Москве), удить рыбу — выигрывая соревнования с любыми рыболовами, фотографировать на уровне профессионалов-художников.
В своём очерке М. И. Рохлин, который был другом и коллегой Каргина, пишет о нём:
Он был нетороплив, немногословен, наделён удивительной чёткостью мышления и железной логикой, умением находить общий язык с самыми разными людьми. Свою точку зрения он хотел и умел проводить в жизнь (как в науке, так и в столкновениях с «инстанциями»). Валентин Алексеевич был разносторонне талантлив, имел широкие познания в самых разных областях науки и человеческой деятельности

## Семья
- Жена — Калерия Петровна Величко (1912—1995), электротехник, сотрудница Управления Мосэнерго.
  - Дочь — Ольга Валентиновна Каргина, была замужем за Григорием Вениаминовичем Богоровым (1938—1997), океанологом, геоморфологом, научным сотрудником Акустического института имени А. Н. Андреева АН СССР, сыном океанолога и гидробиолога В. Г. Богорова.

## Награды и премии

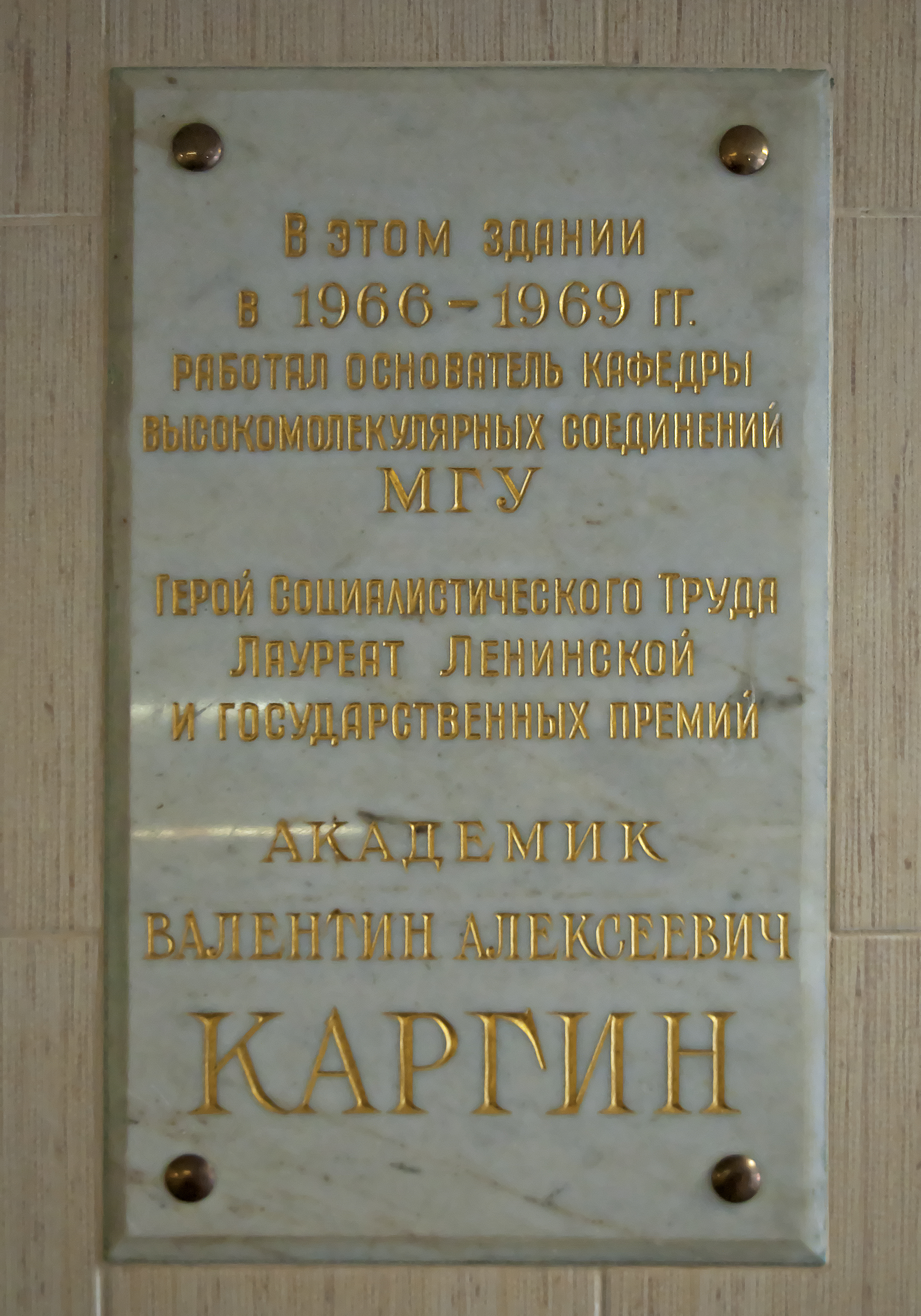
Мемориальная доска в Лабораторном корпусе «А» Московского университета

- Герой Социалистического Труда (1966)
- Ленинская премия (1962)
- Государственная премия СССР (1969)
- Сталинская премия второй степени (1943) — за разработку и внедрение в производство нового метода обработки защитных тканей
- Сталинская премия третьей степени (1947) — за разработку и внедрение в строительство способа искусственного закрепления водонасыщенных песчаных грунтов
- Сталинская премия второй степени (1950) — за разработку и внедрение в строительство способа искусственного закрепления водонасыщенных песчаных грунтов
- три ордена Ленина (27.03.1954; 1961; 1966)
- два ордена Трудового Красного Знамени (1943)
- медали.
- премия имени А. Н. Баха (1949, 1954)
- XVI Менделеевский чтец

## Память
- Мемориальные доски в память В. А. Каргина установлены на здании НИФХИ им. Л. Я. Карпова, в помещениях лабораторного корпуса «А» Московского университета, где размещается кафедра высокомолекулярных соединений химического факультета МГУ, а также Института нефтехимического синтеза имени А. В. Топчиева Российской академии наук.
- В подмосковном городе Мытищи именем Валентина Алексеевича названа улица и установлена мемориальная доска.
- В Твери его именем названа улица.
- По инициативе Научного совета по высокомолекулярным соединениям при Отделении общей и технической химии РАН, химического факультета МГУ, НИФХИ им. Л. Я. Карпова, ИНХС им. А. В. Топчиева РАН и НИИ химии и технологии полимеров в 1971 году учреждены Каргинские чтения, проводимые в конце января каждого года и приуроченные ко дню его рождения.
- В январе 1997 г. в связи с 90-летием со дня рождения учёного в Москве организована большая международная конференция по высокомолекулярным соединениям, посвящённая памяти В. А. Каргина.
- С 1970 г его имя носит Научно-исследовательский институт химии и технологии полимеров в г. Дзержинске.

## Основные работы
Работы В. А. Каргина затрагивали все основные разделы науки о высокомолекулярных соединениях. Особое внимание он уделял структуре полимеров, их синтезу и химическим превращениям. Также достаточно больше число работ В. А. Каргина было посвящено коллоидной химии.
В. А. Каргин. Основные проблемы химии полимеров. М.: Изд-во АН СССР, 1958, 18 с.
В. А. Каргин. Коллоидные системы и растворы полимеров: Избр. тр. М.: Наука, 1978, 331 с.
В. А. Каргин. Синтез и химические превращения полимеров: Избр. тр. М.: Наука, 1981, 393 с.
В. А. Каргин. Структура и механические свойства полимеров: Избр. тр. М.: Наука, 1979, 451 с.
В.А Каргин, П. А. Гембицкий и др. Химия этиленимина. М., 1966.
В. А. Каргин, ред. Энциклопедия полимеров. М., 1972.
В. А. Каргин, П. А. Гембицкий и др. Полиэтиленимин. М., 1971.
В. А. Каргин. Проблемы науки о полимерах: Избр. тр./ АН СССР. Науч. совет по высокомолекуляр. соединениям. Ин-т нефтехим. синтеза им. А. В. Топчиева. М.: Наука, 1986, 277 с.
В. А. Каргин, Г. Л. Слонимский. Краткие очерки по физико-химии полимеров. М., 1967.